# Лоґє
Лоґє (словен. Logje) — мале поселення в общині Кобарід, Регіон Горишка, Словенія. Висота над рівнем моря: 498,7 м.